# Текучесть
Текучесть — свойство пластичных металлов и тел при постепенном увеличении давления уступать действию сдвигающих сил и течь подобно вязким жидкостям.
Величина текучести обратна величине вязкости.
Обычно текучесть обозначается символом φ = 1 / μ или F = 1 / μ.
Понятие текучести может быть использовано при определении вязкости идеального раствора. Для двух составляющих раствора {\displaystyle a} и {\displaystyle b} текучесть может быть определена по формуле
{\displaystyle F\approx \chi _{a}F_{a}+\chi _{b}F_{b},}
которая немного проще, чем соответствующая формула для определения вязкости раствора:
{\displaystyle \mu \approx {\frac {1}{\chi _{a}/\mu _{a}+\chi _{b}/\mu _{b}}},}
где
χa и χb — это мольные доли составляющих a и b соответственно,
μa и μb — вязкости составляющих.

## Метод Треска
Явления можно наблюдать методом Треска. Пластичный материал, например, свинец, помещается в закалённый стальной цилиндр, в дне которого сделано отверстие. С другого конца в цилиндр вдвигается стальной поршень. При сильном давлении на поршень металл вытекает из отверстия в виде струи, и если края отверстия острые, то наблюдается сжатие струи, как при истечении жидкостей.

## Текучесть некоторых материалов
По наблюдениям Онвина, текучесть красной меди начинается при давлении около 3300 кг/см², а по наблюдениям Фэрберна, текучесть мягкой литой стали начинается при давлении около 7500 кг/см².